# بزرگراهی به جهنم
«بزرگراه به جهنم» (به انگلیسی: Highway to Hell) یک آلبوم از ای‌سی/دی‌سی است که در سال ۱۹۷۹ میلادی منتشر شد.